# Bacalar (kommun)
Bacalar är en kommun i Mexiko.   Den ligger i delstaten Quintana Roo, i den östra delen av landet, 1 100 km öster om huvudstaden Mexico City. Antalet invånare är 32 000. Arean är 7 161 kvadratkilometer. Kommunen bildades 2 februari 2011 när den separerades från kommunen Othón P. Blanco.
Terrängen i Bacalar är platt.
Följande samhällen finns i Bacalar:
- Bacalar
- Buena Esperanza
- El Paraíso
- San Román
- La Ceiba
- Maya Balam
- Los Divorciados
- Reforma
- Salamanca
- La Pantera
- San Isidro la Laguna
- Miguel Alemán
- Miguel Hidalgo y Costilla
- Altos de Sevilla
- Vallehermoso
- Huatusco
- Zamora
- Nuevo Jerusalén
- San Fernando
- La Buena Fe
- Margarita Maza de Juárez
- Lázaro Cárdenas del Río Tercero
- Nuevo Tabasco